# توبي وينغ
توبي وينغ (بالإنجليزية: Toby Wing)‏ هي ممثلة أمريكية، ولدت في 14 يوليو 1915 في Amelia Court House, Virginia ‏ في الولايات المتحدة، وتوفيت في 22 مارس 2001 في Mathews, Virginia ‏ في الولايات المتحدة.

## أعمال

### أفلام
- (1933) شارع 42

## وصلات خارجية
- توبي وينغ على موقع IMDb (الإنجليزية)
- توبي وينغ على موقع ميوزك برينز (الإنجليزية)
- توبي وينغ على موقع قاعدة بيانات برودواي على الإنترنت (الإنجليزية)
- توبي وينغ على موقع قاعدة بيانات الفيلم (الإنجليزية)